# 遺體捐贈
遺體捐贈，又名大體捐贈，指在個體死亡之後，基於教育或研究用途捐獻遺體的行為。除了人類捐贈者，也有飼主捐贈動物遺體。醫學界會尊稱捐贈者為「大體老師」或者「無言老師」。傳統上，醫學院學生解剖捐贈遺體時會向其行禮，但不是必須的。

## 各地情況

### 中華民國（臺灣）

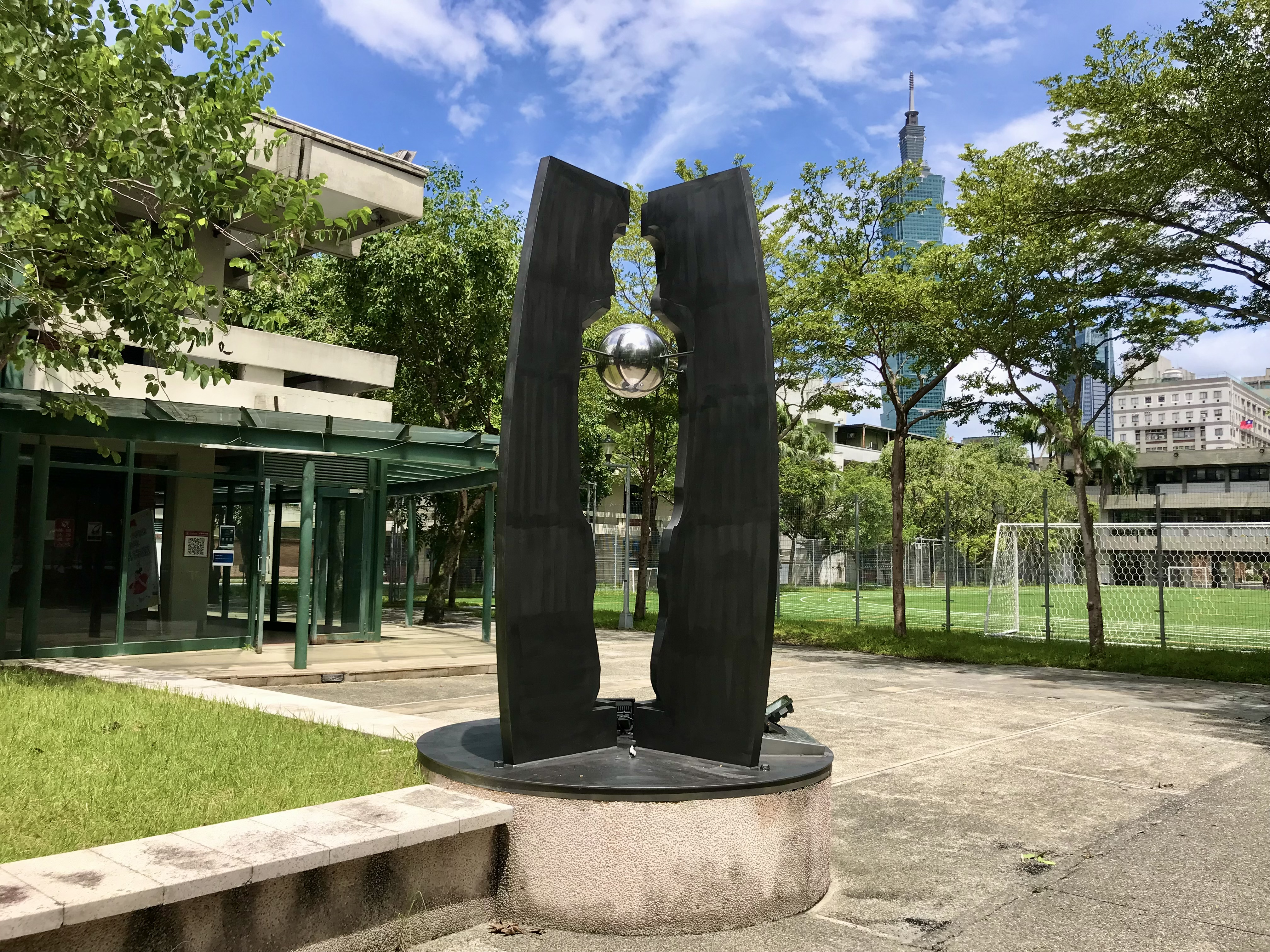
北醫大無語良師碑

在台灣，在1994年以前，由於華人入土為安的觀念影響，台灣的教學用遺體幾乎來自於刑死者，或是殯儀館中無人認領的無名屍。
1994年10月16日，慈濟醫學院正式成立，立即面臨缺乏大體缺乏的問題。首任校長李明亮隨即與花蓮地方法院及台北市各醫學園分配遺體聯絡中心，希望能分配無名屍體。1995年2月3日，家居台灣彰化縣的慈濟委員林蕙敏女士因乳癌末期，志願捐贈遺體給慈濟醫學院。因此林女士於成為慈濟大學第一位志願捐贈遺體者。事後證嚴法師宣揚林女士的理念，志願捐贈的風氣才由此大開。
慈濟基金會會尊稱大體捐贈的人士為無語良師（Silent mentor）。

### 日本
日本的大學醫學部接收大體捐贈，會負責遺體的費用并且每年會安排學生們祭祀。在日本人口老化、少子化和經濟不景氣的社會背景下，部分人由於喪葬費用和害怕沒有親友後代供奉成爲無緣佛，於是登記死後捐贈遺體，導致供大於求，一改過去需要不斷宣傳以增加捐贈的局面。

### 馬來西亞
受到台灣慈濟大學的影響，2012年马大医药中心的陈庆华醫生開始籌辦非牟利醫學培訓機構無語良師學院（Academy For Silent Mentor），在馬來西亞大學和馬來西亞孝恩集團協助下，首個學院2016年10月5日在吉隆坡蕉赖孝恩馆正式成立。無語良師學院也開始在馬來西亞其他地區設立。2017年砂拉越大学宣佈設立東馬首家無語良師學院。
在多元社會的馬來西亞，穆斯林由於宗教關係禁止捐贈遺體，佛教徒捐贈者最多。

### 香港
香港大學李嘉誠醫學院對遺體捐贈者尊稱為「大體老師」。 2018年，香港大學李嘉誠醫學院「大體老師」遺體捐贈計劃與當地藝術家林欣傑合作，舉辦「2018年遺體捐贈日」。當中設計了一個擔架牀表演裝置，透過裝置上的感應器，可以演奏出一首獨特、只屬於你的音樂，希望參加者可以對身體及生命有更多的想法。
香港中文大學醫學院及生物醫學學院則對遺體捐贈者尊稱為「無言老師」。